# Tongde
Tongde (en chino, 同德县; pinyin, Tóngdé xiàn) es un condado bajo la administración directa de la Prefectura Hainan en la Provincia de Qinghai, República Popular China. Su área es de 4652 km² y su población total para 2010 superó los 64 mil habitantes.

## Administración
Desde julio de 2020, el  condado Tongde se divide en 5 pueblos que se administran en 2 poblados y 3 villas. 

## Toponimia
El nombre Tongde está formado de los nombres de las ciudades Tong'ren y Guide, originalmente su territorio era parte de estas ciudades hasta que se estableció como condado en 1953.